# Fysische chemie
Fysische chemie, fysische scheikunde of fysico-chemie is, naast de anorganische en de organische chemie, een van de klassieke deelgebieden van de scheikunde. Zij houdt zich bezig met het grensgebied tussen natuur- en scheikunde, in het bijzonder de toepassing van fysische methoden op chemisch gebied. Terwijl in de preparatieve chemie de chemische synthese van bekende en onbekende stoffen op de voorgrond staat, tracht de fysische chemie met behulp van theoretische en experimentele methoden de eigenschappen van stoffen en hun veranderingen te beschrijven en te begrijpen, met als doel voor alle relevante processen algemeen geldige wetmatigheden te formuleren.
Er bestaat een nauw verband met de natuurkunde (vooral de atoom- en molecuulfysica enerzijds en de thermodynamica en statistische fysica anderzijds). Afhankelijk van de zwaartepunten in het onderzoek wordt wel onderscheid gemaakt tussen fysische chemie en chemische fysica. De fysische chemie biedt de basis voor de chemische technologie en de procestechniek. Chemici die zich vooral met fysische chemie bezighouden, worden wel fysisch-chemici genoemd. Fysische chemie is een verplicht onderdeel voor elke chemiestudie.

## Geschiedenis
De basis voor de fysische chemie werd rond 1890 gelegd door vooral Svante Arrhenius, Jacobus van 't Hoff, Wilhelm Ostwald en Walther Nernst. In de Engelstalige wereld geldt Josiah Willard Gibbs als de grondlegger van de fysische chemie, met zijn in 1867 gepubliceerde artikel On the Equilibrium of Heterogeneous Substances, waarin hij de begrippen vrije energie, chemische potentiaal en de faseregel ontwikkelde. Ostwald en Van 't Hoff hebben het Zeitschrift für physikalische Chemie’opgericht.

## Deelgebieden
De fysische chemie is in verschillende deelgebieden onderverdeeld. De belangrijkste zijn theoretische chemie, thermodynamica, kinetiek, spectroscopie  en elektrochemie.

### Theoretische chemie
In de theoretische chemie tracht men met behulp van wiskunde of computersimulaties en -berekeningen de eigenschappen van afzonderlijke moleculen of macroscopische hoeveelheden van stoffen te voorspellen. De kwantummechanica levert de basisbeginselen voor het begrip van de opbouw van de materie en van de chemische binding, terwijl de statistische thermodynamica geen verband met de macroscopische thermodynamica levert.

### Chemische thermodynamica
De thermodynamica of warmteleer beschrijft onder meer chemische reacties vanuit energetisch oogpunt. De macroscopische grootheden van een stof, zoals de energie, de enthalpie en de entropie worden onderzocht als functies van volume, druk en temperatuur. De thermodynamica bepaalt tot hoever reacties kunnen doorgaan (dus waar het chemisch evenwicht ligt), maar geeft geen uitsluitsel over reactiesnelheden of reactiemechanismes.

### Kinetiek
De kinetiek houdt zich bezig met het verloop van chemische reacties in de tijd (reactiekinetiek) of van transportverschijnselen (bijvoorbeeld diffusie, afzetting op oppervlakken, katalyse). De kinetiek onderzoekt zowel het macroscopische verloop van een reactie (macrokinetiek) als het gedetailleerde verloop van de afzonderlijke deelreacties (microkinetiek).

### Spectroscopie
Spectroscopie is een verzamelbegrip voor een klasse van experimentele procedés die onderzoeken hoe een preparaat energie in de vorm van elektromagnetische straling (radiogolven, microgolven, infrarood licht, zichtbaar licht, ultraviolet licht, röntgenstraling) opneemt of afgeeft. De spectroscopie heeft als doel, uit het verkregen spectrum conclusies te trekken over het preparaat, zoals de inwendige structuur ervan (intramoleculaire krachten), samenstelling of de dynamica.

### Elektrochemie
De elektrochemie houdt zich bezig met de eigenschappen van geladen deeltjes, in het bijzonder ionen en het effect van elektrische stromen op stoffen. Het belangrijkste onderzoeksterrein vormen waterige oplossingen van ionen, de zogenaamde elektrolyten, en de processen op het grensvlak tussen elektrolyten en elektroden. Technisch belangrijke toepassingen van de elektrochemie zijn brandstofcellen en de afzetting van metalen op oppervlakken (galvanotechniek).

## Belang in de techniek en in het dagelijks leven
De fysische chemie houdt zich met vele onderwerpen bezig die een groot toepassingspotentieel hebben of van essentieel belang zijn voor de levenskwaliteit van de mens.
- Op het gebied van de reactiekinetiek ontvingen Paul J. Crutzen, Mario J. Molina en Frank Sherwood Rowland de Nobelprijs voor hun onderzoek naar het reactiemechanisme van de vorming en het uiteenvallen van ozon.
- Vrijwel elke auto heeft tegenwoordig een lambdasonde in de uitlaat. Deze controleert continu de uitlaatgassen en meldt deze terug aan het motormanagement, dat de brandstofinspuiting bijregelt, zodat er zo min mogelijk schadelijke gassen worden uitgestoten en het brandstofverbuik zo laag mogelijk is.
- Voor het ontwikkelen van zuiniger accu’s voor laptops en mobiele telefoons is elektrochemische kennis onmisbaar.
- Op het gebied van de ontwikkeling van werkzame stoffen voor geneesmiddelen worden steeds meer methodes uit de theoretische chemie gebruikt.
- Fysische chemie is een essentieel gereedschap voor de nanotechnologie.
- De methodes van de oppervlaktechemie bieden inzicht in het verloop van de ammoniaksynthese, zonder welke de vervaardiging van kunstmest niet mogelijk is en de wereldwijde voedselproductie vele malen moeilijker zou zijn.

## Bekende fysisch-chemici
| - Svante Arrhenius - Frits Böttcher - Johannes Nicolaus Brønsted - Peter Debye - Rosalind Franklin | - Josiah Willard Gibbs - Louis Plack Hammett - Jacobus van 't Hoff - Erich Hückel - Friedrich Kohlrausch | - Frederick Lindemann - Walther Nernst - Lars Onsager - Wilhelm Ostwald - Linus Pauling |